# Agneta Andersson (konstnär)
Maj Agneta Andersson, född 27 mars 1958 i Jukkasjärvi församling, Kiruna stad, är en svensk konstnär. 
Agneta Andersson utbildade sig i textilkonst på Högskolan för design och konsthantverk i Göteborg 1983-1987, studerade konstvetenskap på Umeå universitet 2001-2002  och konst är lärande på Konsthögskolan i Umeå 2004-2005. Hon arbetar huvudsakligen med skulptur och med verk i glas, metall och textil. 
Agneta Andersson fick Norrbottens läns landstings kulturstipendium Rubus arcticus år 2007. Hon är bosatt i Kiruna.

## Offentliga verk i urval

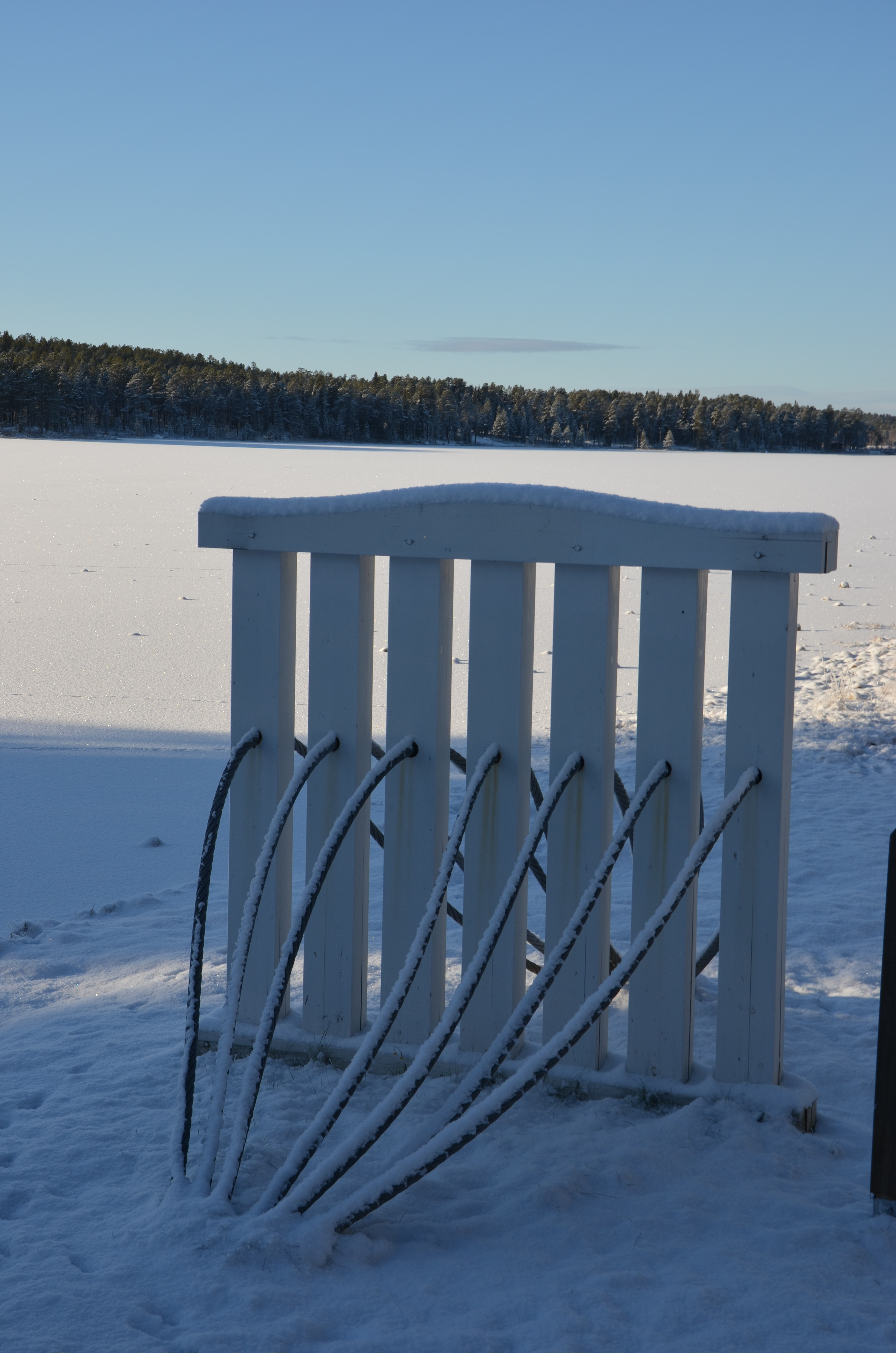
Tidsflöde i Jokkmokk

- Mitt band, eller Tidsflöde/Áigerávdnji, trä och stålvajer, 2004, Samiska skulpturparken i Jokkmokk
- Jag och du, väggutsmyckning i akryl och spegelglas, 2002, Triangelskolan i Kiruna
- Par, blyinfattat glas, 1999, Blomstergården i Vittangi
- Utformning av ventilationsskorsten, lackerad plåt, 1997, tre meter hög, Malmfältens folkhögskola i Kiruna
- Årstidsfärger, glas och ståltråd, 1996, Karesuando skola